# 최진동
최진동(崔振東, 1883년 ~ 1941년 11월 25일)은 한국의 독립운동가이다. 일명 명록(明錄/明祿)ㆍ희(喜). 함경북도 온성 출신이다.

## 생애
19세기 말 고종이 파견한 동간도 옌볜(延邊) 관리책임자(도태) 최우삼의 첫째 아들이다. 1880년대 중반 부모와 함께 중국 연변으로 이주했다. 동생 최운산, 최치흥과 함께 1900년대 초 동삼성(동북 3성)의 중국군 보위단에 군관으로 입대했다. 중국인 부호 밑에서 일하던 최진동은 그의 양자가 되어 대규모 토지를 물려받았다. 동생 최운산은 왕청현 총대로 일하면서 황무지였던 봉오동 일대를 사들였다. 봉오동은 독립을 양성할 수 있는 난공불락의 군사요충지였다.
최진동 형제들은 조선인 마을을 만들고 황무지를 개간했다. 이를 통해 돈을 모은 뒤에는 봉오동 학교를 설립해 역사와 지리, 군사훈련에 매진했다. 한편으로는 이동휘 등 독립 운동가들과 교류를 하면서 독립전쟁을 착실히 준비했다. 200여명의 병력을 최신 무기로 무장시켰다. 러시아와 중국군인들을 초빙해 군사훈련도 시켰다.
1919년 병력을 670명으로 확대한 최진동은 군무도독부를 설치했다. 1920년에는 홍범도의 대한독립군과 안무의 국민회군과 수천여 명의 통합부대를 편성했다. 이들은 국내진공작전을 펼쳐 압록강 일대의 일본수비대 300여명을 사살하는 전과를 올렸다. 일본군은 독립군의 근거지가 봉오동이라는 사실을 확인하고 일대 반격을 준비했다. 하지만 이 곳의 지리에 밝은 사령관 최진동 장군은 만반의 준비를 갖췄다.
1920년 5월, 일본군이 봉오동을 공격하리란 예상으로 먼저 주민들을 대피시켰다. 그런 뒤 1920년 6월 7일 봉오동 산 위에 기관총을 배치하고 독립군 부대를 매복시킨 뒤 일본군을 기다렸다. 일제가 봉오동 골짜기 깊숙이 들어오자 산 정상과 등성에서 무차별 공격을 퍼부었다. 이 전투를 통해 일본군 150여명을 사살하고 수많은 무기를 빼앗는데 성공했다. 나라 잃은 설움을 일순 털어내고, 조선 민중의 독립의지를 일깨우기에 충분한 전과였다.
봉오동 전투 이후 러시아 땅으로 이동한 최진동은 오므스크에 독립군 사관학교를 설립했다. 친일파 암살단의 최고 고문과 독립운동 단체 통합 준비 모임의 위원을 역임하기도 했다. 하지만 중국으로 돌아온 뒤 군벌 간의 대립 중에 오패부의 간첩이라는 죄명으로 중국경찰에 체포되고 말았다. 3년 후 석방되기는 했지만, 그의 고난은 최후까지 이어졌다.
1940년 독립군 규합을 위해 벌목공을 모집하던 그는 다음해인 1941년 일본헌병에 끌려갔다. 최진동 소유의 땅에 비행장을 건설하려던 일제의 토지 기부 요구에 불응한 대가였다. 모진 고초 끝에 간신히 풀려난 그는 고문의 후유증이 악화돼 그해 11월 별세하였다. 장례는 철저히 일본 헌병에 의해 치러졌고, 시신은 철관에 넣어져 농지 한가운데 묻혔다.
대한민국 정부는 1963년 최 장군의 공훈을 기려 건국훈장 독립장을 추서했다. 하지만 친일전력을 가진 권력과 반공 이데올로기의 극성으로 곧 잊히고 말았다. 그의 업적이 조금씩 재조명된 것은 한중 국교가 회복된 1992년의 일이다. 2006년 4월에는 봉오동에 묻힌 유해가 해방된 고국으로 돌아와 대전국립 현충원에 안장됐다. 최진동과 함께 독립운동을 벌인 동생 최운산도 1990년 건국훈장 애족장을 받았다.

### 조상
- 아버지 최씨
- 어머니 이씨

## 후손
최진동은 전처에게서 딸 둘과 아들 셋, 후처 최순희가 딸 둘과 아들 하나를 낳아 모두 여덟 명의 자식을 두었다. 그는 먼저 세 아들의 이름은 국신國臣, 국량國良, 국빈國斌으로 지었다.
인천 남동구 간석동의 한 반지하방에 사는 최정선. 일제강점기 ‘봉오동 전투’를 승리로 이끈 최진동(1883~1941)의 손녀이자 최진동의 둘째 아들 최국량의 딸이다. 최국량은 해방 이후 가족을 중국 땅에 둔 채 남한으로 피신했다. 1950년대 후반 병사했다는 얘기만 전해들었다.
봉오동에서 태어나 2005년 한국에 오기 전까지 인근 석현에서 평생을 살았다.국내로 봉환된 할아버지 유해를 따라 고국 땅을 밟았다. 2010년에는 대한민국 국적을 취득했다.
지린성 투먼에 거주하다 2005년 귀국한 최금자. 할아버지의 묘를 한국으로 옮기는 과정에서 한국과 처음 연이 닿았다. 귀국 후 받은 정착금 4500만원으로 집을 얻기 어려워 서울 강서구 방화동의 지하 셋방에서 5년 넘게 살았다.